# Pololo (futbolista)
Miguel Durán Terry (Lugones, Asturias, España, 5 de agosto de 1901 — Oviedo, Asturias, España, octubre de 1934), conocido como Pololo, fue un futbolista español. Murió asesinado en Oviedo durante la Revolución de Asturias de 1934.

## Trayectoria
Miguel Durán Terry era el único hijo varón de Miguel Durán Walkinshaw, director de la fábrica de Explosivos de Coruña y Santa Bárbara. A finales de la segunda década del siglo XX marchó a Madrid, donde estudió la carrera de Ingeniero de Minas en cuya Escuela Superior había sido creado unos años antes el Athletic Club de Madrid (hoy Atlético de Madrid), uno de los primeros clubes de fútbol que se establecieron en la capital de España.
Pololo se incorporó en 1919 al Atlético, del que fue jugador y capitán. Por aquellos años no se había iniciado aún el Campeonato Nacional de Liga y tan sólo existían los campeonatos regionales y el Campeonato de España. Miguel Durán, Pololo, jugó en el Atlético de Madrid un total de cuarenta partidos en ocho temporadas, en los que marcó dos goles. Fue campeón regional en dos ocasiones (1920/21 y 1924/25).
Tras finalizar sus estudios, volvió a Asturias para incorporarse a la empresa familiar. Sin embargo, continuó enrolado en las filas del Atlético de Madrid hasta 1926, desplazándose para ello en su propia motocicleta a la capital de España o donde hubiera de disputar los partidos como visitante.
En 1926, al crearse el Real Oviedo, Pololo se incorporó al equipo de la capital asturiana, en el que permaneció hasta 1929, una vez comenzada la Liga española, en cuya primera temporada (1928/29) el Oviedo militó en Segunda División.
Al iniciarse la Revolución de Asturias de 1934, Miguel Durán, junto a su padre y otros ingenieros, fue asesinado.

### Selección nacional
Pololo jugó dos partidos con la selección española, ambos amistosos. Debutó en 1921 teniendo como técnicos a Manuel Castro y Julián Ruete, volviendo a jugar dos años más tarde con José García-Cernuda y Pedro Parages en el banquillo.
| Fecha      | Competición | Estadio        | Ciudad  | Encuentro | Encuentro | Encuentro |
| ---------- | ----------- | -------------- | ------- | --------- | --------- | --------- |
| 18/12/1921 | Amistoso    | O´Donnell      | Madrid  | España    | 3:1       | Portugal  |
| 16/12/1923 | Amistoso    | Reina Victoria | Sevilla | España    | 3:0       | Portugal  |

## Títulos

### Competiciones regionales
- 2 campeonatos regionales: Campeonato Regional Centro 1920/21 y 1924/25 (Athletic de Madrid)